# 帝国航空 (1946年)
帝国航空（Empires Airlines）曾是一家1946年创立的航空公司，之后在1968年与Zimmerly Airlines兼并成为West Coast Airlines.。